# Augustus Mongredien
Augustus Mongredien (Mongredieu) (nacido el 17 de marzo de 1807 en Londres, fallecido el 30 de marzo de 1888 en Forest Hill, Londres), fue un economista, escritor, botánico y ajedrecista inglés.

## Trayectoria pública
Hijo de refugiados franceses emigrados por la Revolución Francesa en 1802. Se unió a un grupo reformista llamado la Unión Política Nacional en 1831, y está catalogado como un miembro del club asociado Radical en 1838. 
Como comerciante de maíz, escribió el libro "Report on Corn Consumption of Indian Corn in Ireland in 1849". Había sido ilegal la importación de maíz en Inglaterra o Irlanda, pero la gran hambruna llevó a un relajamiento de esta ley. Los partidarios del Tratado de Libre Comercio consideraron que se trataba de un paso muy importante en el alivio de la hambruna, y lo utilizó como argumento para una mayor reducción de los aranceles en general.
Se convirtió en un activista apasionado por el libre comercio, y escribió textos polémicos sobre el tema. El primero se llamó "Libre Comercio y la Economía Inglesa", que apareció alrededor de 1879. El libro fue recomendado por el popular John Bright, y vendió decenas de miles de copias.
El libro más controvertido de Mongredien, The Western Farmer of America, fue editado por primera vez en 1880. El libro afirma que los aranceles proteccionistas impuestos para ayudar a los agricultores estadounidenses realmente tuierono un impacto negativo global sobre los agricultores mismos, así como en el sistema comercial entero. Algunas de las respuestas al libro tratan serias objeciones técnicas, pero otras reacciones son más negativas. The Christian Union, el 30 de junio de 1880, dice que "El folleto está escrito con el fin de asegurar una venta más grande de las fábricas inglesas en los Estados Unidos". The International Review, de diciembre de 1880, lo llama un extraordinario ejemplo de pensamiento insular.

## Trayectoria como ajedrecista
Fue Presidente de los clubes de Ajedrez de Londres, desde 1839 y durante más de 30 años, y de Liverpool. Fue muy activo como jugador a mediados de la década de 1840, jugando un partido contra Elijah Williams en 1844 (la puntuación de este partido se desconoce), y, en los partidos contra Ludwig Bledow (4-7-1), Carl Mayet (3-3-1) Hermann von Hanneken (3-1-2) y Howard Staunton (0-2-3) en 1845.
Charles Henry Stanley editó en la columna de Spirit of the Times, periódico semanal de Nueva York, una serie de partidas de Mongredien, y trata de organizar un encuentro entre Nueva York y Liverpool, donde Mongredien es el presidente del club. En 1847 y 1848, The Times de Londres realiza una serie de anuncios de Mongredien para un barco de vapor que navega entre Liverpool y el Mar Mediterráneo. Este negocio es un fracaso, y Mongredien se ve forzado a la bancarrota.
En partidas posteriores, Mongredien pierde 9-6 ante George Webb Medley en 1850, y 4-0-1 contra Elijah Williams en 1851. El libro Nekoronovanye Chempiony (Uncrowned Champions), de Y I Neishtadt, ofrece puntuaciones de las partidas informales jugadas por Lionel Kieseritzky a la vez de la celebración del Gran Torneo de ajedrez de Londres de 1851. Kieseritzky gana la mayoría de sus partidas contra Henry Thomas Buckle, Carl Mayet, József Szén, Johann Jakob Lówental, Henry Bird y Adolf Anderssen, tablas con Carl Jaenisch (1-1-1), y sólo derrota (1-2) contra Mongredien.
Los posteriores resultados de Mongredien son más bien discretos. Perdió partidas contra Paul Morphy (7-0-1 en 1859), Daniel Harrwitz (7-0-1 en 1860), Wilhelm Steinitz (7-0 en 1863), y terminó 11º en el Torneo de Londres de 1862.
En el mundo del Ajedrez, Mongredien tenía la reputación de ser un particularmente amable oponente. Hugh Alexander Kennedy lo llama un príncipe, Morphy fue particularmente amable con Mongredien, y aparece como un colaborador de ambos en el Ajedrez y en causas caritativas. Como reseña a destacar, Mongredien fue uno de los primeros en proponer partidas de Ajedrez jugando posiciones iniciales asignadas al azar (véase, por ejemplo, Eclectic Magazine of Foreign Literature, de enero de 1876).

## Aportación teórica al Ajedrez
Se le atribuye la denominada Variante Mongredien: 1.e4 g6 2.d4 Ag7 3.Cf3 b6, la cual utilizó en dos ocasiones en el Torneo de Londres de 1862.